# Otyken
Otyken ( Отукен) est un groupe de musique indigène sibérien russe qui mélange des éléments de musique folklorique locale avec de la pop moderne, incorporant des instruments, des paroles et des langues traditionnels. « Otyken » est un mot utilisé en Tchoulylym pour désigner un lieu sacré où les guerriers déposaient les armes et parlaient,,. Le groupe a été formé en 2015 par Andrey Medonos et leur premier album est sorti en 2018. En mai 2024, le groupe comptait plus de 2,5 millions d'abonnés sur TikTok, plus de 245 000 auditeurs mensuels sur Spotify, et 820 000 abonnés sur YouTube avec plus de 200 millions de vues. Les membres du groupe sont d'origine sibérienne et vivent dans de petits villages le long de la rivière Tchoulym dans la taïga du kraï de Krasnoïarsk. 

## Genre et style
La carrière du groupe a commencé par l'interprétation de chansons traditionnelles de leur culture ; plus tard, des éléments modernes de rock et de pop ont été mélangés à cette base folklorique pour s'ouvrir au public mondial,,. Leurs costumes faits maison mêlent également vêtements sibériens et contemporains pour cette même raison,. La musique d'Otyken est interprétée avec des instruments traditionnels tels que le komuz, l'igil, la guimbarde, le hochet, le tambourin et le tambour en cuir, bien que des instruments modernes tels que le clavier, la guitare basse et le saxophone soient aussi utilisés. Le groupe emploie par ailleurs le chant guttural. De nombreux sons du groupe, tant instrumentaux que vocaux, tentent d'imiter les sons de la nature et des animaux, tandis que les paroles tentent de capturer les pratiques, les croyances et l'esprit des peuples autochtones,. La langue utilisée est principalement le Tchoulym, qui ne comptait que 44 locuteurs en 2010 et environ 30 locuteurs en 2020 ; certaines chansons sont également chantées en khakasse ou en russe,,.

## Histoire

### Formation
Otyken a été fondé par son producteur, manager et auteur-compositeur, Andrey Medonos, afin de préserver le folklore, les traditions et les chansons des Tchoulymes qui sont en voie d'extinction,,,. Medonos, bien que n'étant pas d'origine sibérienne, a grandi en Sibérie où sa famille pratiquait l'apiculture avec des indigènes,. Il s'est plus tard lancé dans le commerce de l'apiculture, et marié avec une Tchoulyme dont il s'est intéressé à la culture: chasse, pêche et cueillette. Il a fondé le Musée ethnographique du miel dans la ville de Krasnoïarsk et en est devenu le directeur afin de préserver les cultures des peuples autochtones Tchoulyme, Tatars, Kètes, Khakasses et Selkoupes, tout en organisant des conférences et des rassemblements,. Le musée a attiré des visiteurs (notamment des Amérindiens ) qui souhaitaient également entendre les instruments et les chants traditionnels joués par les peuples autochtones. Cela a donné à Medonos l'idée de trouver des locaux qui présenteraient leur musique ethnique lors de concerts dans les musées. L'épouse de Medonos fut parmi les premiers artistes et créa plus tard leurs costumes.
En 2013, Medonos a lancé une chaîne YouTube pour partager la culture tchoulyme. Il y a présenté un rucher réalisé avec des ruches traditionnelles en rondins et le folklore, les danses et les chants tchoulymes qui accompagnaient historiquement la production de miel,. En 2015, Otyken a été créée et s'est associée à Medonos dans la production de miel sauvage de Chulym. Leurs produits à base de miel (Ethno-Honey) sont devenus populaires au Japon et les ventes ont aidé à établir le groupe en finançant la production musicale, les instruments, l'équipement et les costumes,,.

### Activité
Otyken a sorti son premier album en 2018. Une yourte fut construite au rucher l'année suivante pour accueillir les répétitions et les réunions, et ils commencèrent à organiser régulièrement des concerts au musée,.
Otyken s'est produit dans de nombreux événements internationaux tels que l'Universiade, le Championnat du monde de lutte libre et le Grammy's Global Spin. Leur album Kykakacha de 2021 contenait davantage d'éléments pop et EDM, ainsi que des morceaux refaits avec un nouveau chanteur principal, Azyan. Depuis la sortie de l'album, Otyken a commencé à gagner en popularité. Ils ont été nominés pour un Grammy Award pour leur chanson « Legend » en 2022.
Le groupe a connu quelques revers en raison des sanctions internationales lors de l’invasion russe de l’Ukraine . En 2022, leur compte PayPal a été bloqué et leurs ventes internationales ont été limitées. De plus, Otyken a été invité à se produire lors de la cérémonie d'ouverture de la Coupe du Monde de la FIFA, Qatar 2022, mais sa candidature a été rejetée à la dernière minute en octobre après que le Comité sportif européen a interdit aux Russes de participer.
Le groupe avait prévu de se produire aux États-Unis en 2023, notamment sur America's Got Talent, mais l'entrée aux États-Unis leur a été refusée.

## Membres
Les membres d'Otyken sont d'origine ethnique tchoulyme, kète, khakasse, dolgane et selkoupe,.  Tous les membres sont des talents locaux issus de petits établissements près du village de Pasechnoye, où les médicaments et l'électricité sont difficiles d'accès et où la nourriture est obtenue localement par la pêche, la chasse, la cueillette, l'agriculture et l'apiculture,,,. En conséquence, les membres du groupe mènent une vie bien remplie en dehors de la musique, travaillant dans leurs communautés et aidant leurs familles, surtout en été, lorsque les concerts s'arrêtent,. Bien qu'il y ait une dizaine de membres principaux dans le groupe, moins de personnes ont tendance à participer aux concerts, en fonction de la disponibilité de chacun. Aucun des interprètes n'a reçu de formation professionnelle en musique (à l'exception d'Ach), mais de nombreux Sibériens autochtones ont des capacités musicales car il est de coutume pour eux de jouer des chansons et des instruments folkloriques à la maison,.

### Membres actifs
- Tsveta – jaw harp, drums, komuz, vocals, rattles (2017–present)
- Azyan (Lilya) – vocals (2018, 2021–present)
- Maya (Viktoria) – drums, assistant producer (2019–present)
- Sandro – rattles, throat singing (2020–present)
- Ach – keyboard, throat singing (2020–present)
- Hakaida – drums (2022–present)
- Muna (replacing Aiko) — bass guitar (2023–present)
- Snezhana — rattles (2024–present)
- Kys (replacing Kunchari) — igil (2024–present)
- Achanay (replacing Otamay) — komuz (2024–present)

### Anciens membres
- Alyona – vocals, drums (2015–2018)
- Kristina – violin (2015–2019)
- Misha – throat singing, guitar, bass guitar, jaw harp, drums, komuz (2017–2019)
- Aisylu (Tansylu) – bass guitar, drums, jaw harp, vocals, rattle (2017–2021)
- Aiko – bass guitar (2018, 2023)
- Altyna (Altynai) – komuz, vocals, jaw harp (2018–2021)
- Eugene – saxophone, throat singing, jaw harp (2018–2021)
- Taida – vocals (2019–2021)
- Otamay (Kristina) - komuz (2022–2024)
- Kunchari – igil (2021–2024)

## Discographie

### Albums
- Otyken (2018)
- Lord of Honey (2019)
- Phenomenon (2023)
- Mammoth (2024)

### Singles
- Fashion Day (2020)
- Steps (originellement Шаги Шойгу Steps of Shoigu) (2021)
- Genesis (2021)
- Legend (2022)
- Storm (2022)
- Altay (2023), avec Ummet Ozcan
- Smoke (2023)
- Khan Blues (2023)
- Belief (2023)
- Chukotka (2024)
- Belief Remix (2024), avec Xzibit
- Oneness (2024), en collaboration avec The Ethereal Daydreamer ; la vidéo présente un teaser du prochain film japonais Senseki
- Day By Day (2025)